# مثلث باسكال

الصفوف الستة الأولى من مثلث باسكال

في الرياضيات مثلث باسكال (بالإنجليزية: Pascal's triangle) أو مثلث الخيام (نسبة إلى عمر الخيام) هو منظومة هندسية لمكافئ ثنائي في المثلث. سميت على اسم بليز باسكال على الرغم من قيام العديد من العلماء بدراسته قبله في الهند وبلاد فارس والصين وإيطاليا. يتم ترقيم الصفوف في مثلث باسكال بدءًا من الصفر، وغالبًا ما تتوسط الأعداد في الصفوف ذات الأرقام الأعداد الموجودة في الصفوف الزوجية في المكان. يتم إنشاء المثلث ببساطة على النحو التالي:
1. في الصف ذو الرقم صفر، اكتب فقط الرقم {\displaystyle 1}
2. من أجل إنشاء عناصر الصف الثاني، اجمع العدد الموجود في أعلى ويمين العدد إلى العدد الموجود في أعلى ويسار العدد فينتج قيمة العنصر الجديد
3. إذا لم يوجد عنصر في أعلى ويمين (أو أعلى ويسار العدد) اجمع صفر إلى العدد الآخر.مع الانتباه للإشارة

كل عدد في مثلث باسكال هو مجموع العددين اللذان فوقه.

## الصيغة
مدخل مثلث باسكال الموجود في الصف n وفي العمود k يساوي {\displaystyle {\tbinom {n}{k}}}.
{\displaystyle {n \choose k}={n-1 \choose k-1}+{n-1 \choose k}},
انظر إلى قاعدة باسكال.
لمثلث باسكال تعميمات في أبعاد تزيد عن الثلاثة على سبيل المثال، مثلث باسكال في البعد الثلاثي يُسمى هرم باسكال أو رباعي الأوجه لباسكال.

## التاريخ

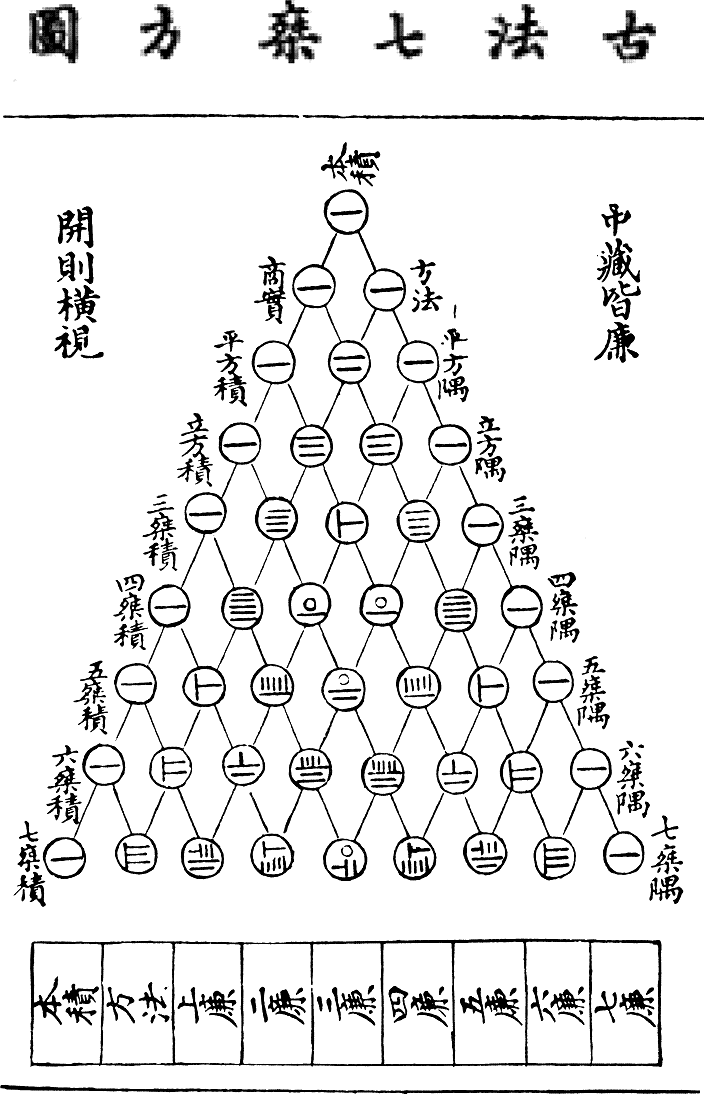
يانغ هوي مثلث باسكال، كما وصفه الصينيون باستعمال الحساب بالأعمدة.

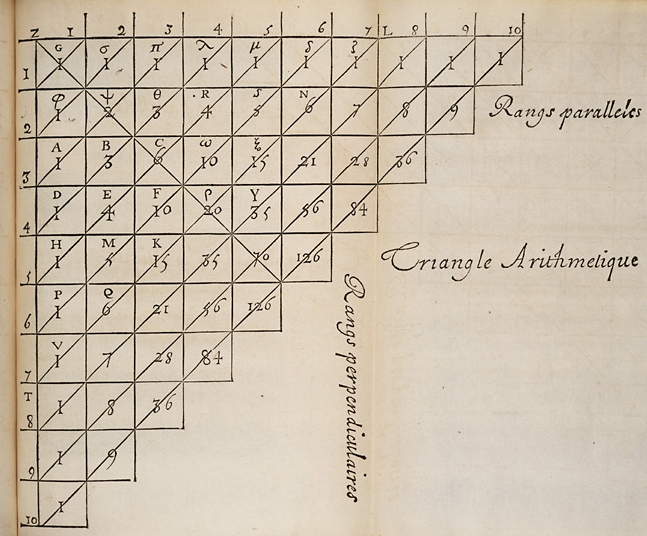
صيغة المثلث كما رسمه بليز باسكال

مجموعة الأعداد اللواتي تكون مثلث باسكال كانت معروفة قبل باسكال. قد يعود هذا المثلث إلى العالم عمر الخيام.

## العلاقة بمبرهنة ذي الحدين
يحدد مثلث باسكال معاملات مجموع حدين رُفع إلى قوة معينة، أو ما يعرف باسم مبرهنة ذي الحدين. على سبيل المثال، الصيغة
{\displaystyle (x+y)^{2}=x^{2}+2xy+y^{2}=\mathbf {1} x^{2}y^{0}+\mathbf {2} x^{1}y^{1}+\mathbf {1} x^{0}y^{2}}.
هؤلاء المعاملات (الواحد فالاثنين ثم الواحد) هم تماما الأعداد التي تظهر في الصف الثاني من مثلث باسكال : {\displaystyle {2 \choose 0}=1}, {\displaystyle {2 \choose 1}=2}, {\displaystyle {2 \choose 2}=1}
بشكل عام، عندما يرفع مجموع حدين من قبيل {\displaystyle x+y} إلى قوة معينة {\displaystyle n}، فإنه يصير لدينا ما يلي:
{\displaystyle (x+y)^{n}=\sum _{k=0}^{n}a_{k}x^{n-k}y^{k}=a_{0}x^{n}+a_{1}x^{n-1}y+a_{2}x^{n-2}y^{2}+\ldots +a_{n-1}xy^{n-1}+a_{n}y^{n}}
حيث المعاملات {\displaystyle a_{k}} في هذا النشر هن بالتحديد الأعداد اللائي يظهرن في مثلث باسكال في صفه الحامل للرتبة {\displaystyle n}.
{\displaystyle a_{k}={n \choose k}}.
هذا هو ما يعرف باسم مبرهنة ذي الحدين. نتيجةً لهذه الحقيقة، وبإعطاء الواحد قيمةً للحدين الاثنين، يصير مجموع الأعداد التي تظهر في مثلث باسكال مساويا ل {\displaystyle (1+1)^{n}=2^{n}}، كما يمكن أن نكتب ما يلي:
{\displaystyle \sum _{k=0}^{n}{n \choose k}={n \choose 0}+{n \choose 1}+\cdots +{n \choose n-1}+{n \choose n}=2^{n}.}

## مميزات مثلث باسكال

- الأعداد التي توجد على حافة المثلث هي كلها منتهية بالعدد {\displaystyle 1}.
- العدد الذي بجانب الحافة في السطر {\displaystyle n} (الترقيم يبدأ من {\displaystyle 0}) هو {\displaystyle n}.
- مجموع الأعداد في السطر رقم {\displaystyle n} (الترقيم يبدأ من {\displaystyle 0}) هو {\displaystyle 2^{n}}.
- مجموع الأعداد في الأماكن الزوجية في السطر مساو لمجموع الأعداد في الأماكن الفردية في نفس السطر.
- يمكن من خلال مثلث باسكال نشر الحدانية من عدة الرتبات {\displaystyle (a+b)^{n}}.

إذا دُفعت الأعداد التي تظهر في مثلث باسكال نحو خط أفقي يمينا، فإن الخطوط المائلة الحمراء التي تظهر جانبا، تمر عبر أعداد معينة، تتميز بإعطاء مجموع يساوي حدود متتالية فيبوناتشي.
| 1 |   |    |    |    |    |   |   |
| 1 | 1 |    |    |    |    |   |   |
| 1 | 2 | 1  |    |    |    |   |   |
| 1 | 3 | 3  | 1  |    |    |   |   |
| 1 | 4 | 6  | 4  | 1  |    |   |   |
| 1 | 5 | 10 | 10 | 5  | 1  |   |   |
| 1 | 6 | 15 | 20 | 15 | 6  | 1 |   |
| 1 | 7 | 21 | 35 | 35 | 21 | 7 | 1 |

## برمجة مثلث باسكال
يمكن برمجة دالة مثلث باسكال بسهولة 
```
def
 
pascal_triangle
(
rows
)
 
:

    
arr
 
=
 
[
1
]

    
while
 
True
:

        
if
 
len
(
arr
)
 
is
 
rows
+
1
:

            
break

        
new_arr
 
=
 
[
1
]

        
for
 
count
 
in
 
range
(
0
,
 
len
(
arr
)
 
-
 
1
):

            
new_arr
.
append
(
arr
[
count
]
 
+
 
arr
[
count
+
1
])

        
new_arr
.
append
(
1
)

        
arr
 
=
 
new_arr

    
return
 
arr

for
 
n
 
in
 
range
(
0
,
 
6
):

    
print
(
pascal_triangle
(
n
))

            
#       <- Output ->  

            
#           [1]

            
#           [1, 1]

            
#           [1, 2, 1]

            
#           [1, 3, 3, 1]

            
#           [1, 4, 6, 4, 1]

            
#           [1, 5, 10, 10, 5, 1]

```

## تعميمات
يمكن أن يعمم مثلث باسكال إلى أعداد سالبة للصفوف.